# SD Gundam World: Gachapon Senshi 2 - Capsule Senki
SD Gundam World: Gachapon Senshi 2 - Capsule Senki (ＳＤガンダム ガチャポン戦士２ カプセル戦記) est un jeu vidéo de stratégie développé par Bandai, et édité par Shinsei en juin 1989 sur Nintendo Entertainment System. C'est une adaptation en jeu vidéo de la série basée sur l'anime Mobile Suit Gundam et notamment Super Deformed Gundam. C'est le deuxième opus d'une série de cinq jeux vidéo. Il a été porté sur MSX,.

## Portages
- MSX : 1990 (Banpresto)

## Série
1. SD Gundam World: Gachapon Senshi - Scramble Wars : 1987, Famicom Disk System
1.5.  SD Gundam World: Gachapon Senshi - Scramble Wars - Map Collection : 1989, Famicom Disk System
2. SD Gundam World: Gachapon Senshi 2 - Capsule Senki
3. SD Gundam World: Gachapon Senshi 3 - Eiyuu Senki : 1990, NES
4. SD Gundam World: Gachapon Senshi 4 - New Type Story : 1991, NES
5. SD Gundam World: Gachapon Senshi 5 - Battle of Universal Century : 1992, NES